# 观绿路
23°07′07″N 113°15′16″E / 23.11861°N 113.25444°E
觀綠路是廣東省廣州市越秀區的一條東西走向的道路，原名官祿路，位於人民中路以東，海珠中路以西。全長308米，寬9米。西端有引橋通向人民路高架路。

## 歷史
明朝因大學士方獻夫府第原在此處，故名官禄巷，并在此筑有赐书楼和阁老府，收藏《明伦大典》。1920年，市政府拆官祿巷擴建成官祿路。1965年，改稱觀綠路。
2013年6月10日晚上11時，麗豐控股附屬公司廣州翠樺地產置業有限公司使出兩台挖土機，將位於觀綠路和詩書路交界的金陵台和妙高台強行拆毀。這兩棟建築物在1946年開始興建。麗豐控股在2011至12年的年報有提及「廣州觀綠路項目」，內容是擬建為住宅大廈連停車位及配套設施，預料在2014年完工。廣州市當局在2012年5月組織專家考察後，專家建議將妙高台一號和三號、金陵台二號和四號、詩書路六十九號之一作為歷史建築，應予以保留，拆遷被叫停。市規劃局聲稱之前已通知開發商暫緩拆遷，並與開發商談判，提出兩個方案，一是收回地皮，二是優化建設方案，保留歷史建築物，但開發商無積極回應，最終更於近日「出手」拆屋。該地皮在2008年曾獲發「建設用地規劃許可證」。

## 特色

### 广州最早的城市社区
1931年观绿路上的晚红园经过规划成批建设了楼房， 随后命名为晚红新街。里面整齐排列着8栋三层红砖楼，中间的道路宽敞，楼房排列在道路两侧，前后楼之间的楼距和现在的小区差不多，中间有花坛。 楼房都是一梯两户，每户使用面积在八九十平方米左右。

### 广州早期联排别墅

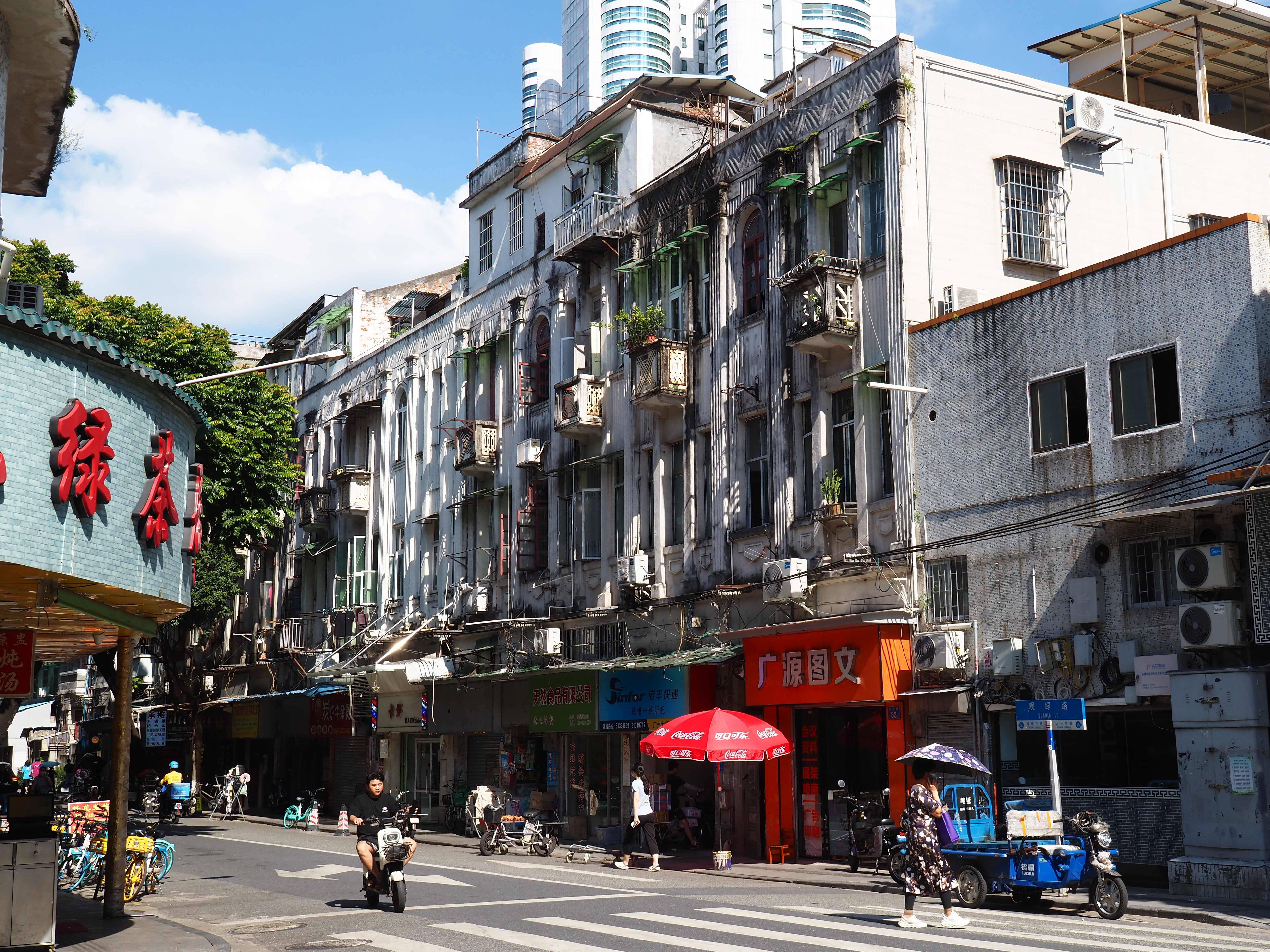
观绿路15～33（单号）民居，属于第一批广州市历史建筑

从观绿路15号到33号都是风格统一的三层并联西式住宅。 二楼的窗户下都有装饰图案，三楼都有出挑的小阳台。每隔着几个细长的窗户就有一条线条丰富的立柱，美观大方。这些建筑属于联排式住宅。

### 广州首个灯光夜市
觀綠路，原有廣州市的首個燈光夜市，服裝業非常興旺。但1987年，人民路高架路落成，觀綠路燈光夜市也因修引橋而被拆。現在的觀綠路，已不復繁華，變爲相對寧靜的一條道路。

## 與之交匯道路
道路顺序由東往西排列
- 海珠中路
- 诗书路
- 人民中路

## 交通
巴士
- 海珠中路站
- 詩書路站
- 東升醫院站